# Eleusine floccifolia
Eleusine floccifolia är en gräsart som beskrevs av Spreng.. Enligt Catalogue of Life ingår Eleusine floccifolia i släktet gåshirser och familjen gräs, men enligt Dyntaxa är tillhörigheten istället släktet gåshirser och familjen gräs. Arten har ej påträffats i Sverige. Inga underarter finns listade i Catalogue of Life.